# فرورفتگی کارای جنوبی
فرورفتگی کارای جنوبی (انگلیسی: South Kara Depression) یک پهنه و فرورفتگی در ناحیه خودگردان ننتس کشور روسیه است.